# 绿彩钟螺
綠彩鐘螺，又名盲螺，是一個海螺的物種，屬於钟螺科甲蟲螺亞科的海洋腹足纲软体动物。

## 型態描述
螺殼小型，高10 mm，長5 mm到12 mm。螺殼呈錐形，無臍孔。質薄但堅硬，呈淡橄欖色或帶黃色，有交替紅色和帶綠白色紋路。

## 分類
本物種舊屬草蓆鐘螺亞科Diloma屬，後來改屬Pictodiloma屬，並連同其他相近的屬改屬甲蟲螺亞科。

## 分佈及棲息地
本物種分佈於印度洋-太平洋海域。
本物種見於台湾南部的蘭嶼、綠島及屏東車城，日本南部及新喀里多尼亞的海岸。
棲息於潮間帶的礁岩到浅海。

## 外部連結
- 維基物種上的相關：绿彩钟螺